# Маклейн, Эллен
Эллен Маклейн (англ. Ellen McLain, род. 1 декабря 1952) — актриса и оперная певица из Нашвиллa, столицы штата Теннесси, США.
Эллен Маклейн озвучила несколько игровых персонажей для компании Valve. Её голосом говорит GLaDOS, искусственный интеллект в игре Portal, вещает Администратор в Team Fortress 2 и произносятся объявления Патруля Альянса в играх серии Half-Life 2. Что интересно, таким образом её голос можно услышать во всех программных продуктах набора Orange Box. Эллен исполняет песни для финальных титров под названиями «Still Alive» в конце игры Portal и «Want you Gone» в конце игры Portal 2, также её голос можно услышать в игре Dota 2 у персонажей Death Prophet и Broodmother и в Left 4 Dead у зомби-«ведьм». Кроме того, Маклейн озвучила очередной искусственный интеллект в фильме «Тихоокеанский рубеж».
Её муж, Джон Патрик Лоури, также является актёром и также озвучил некоторых персонажей для Valve, в частности Одессу Кэббеджа из Half-Life 2 и снайпера из Team Fortress 2.
Также в прошлом Эллен участвовала в создании других игр, но назвать их не может, так как записывалась для проектов с рабочими названиями.